# 菊池市立菊池北小学校
菊池市立菊池北小学校（きくちしりつ きくちきたしょうがっこう）は、熊本県菊池市隈府にある公立小学校。通称は「きたしょう」。

## 沿革
豊間小学校
- 1874年（明治7年）- 戸豊永に開校
- 1876年（明治9年）- 東迫間に豊間小学校設置
- 1887年（明治20年）4月 - 尋常豊間小学校と改称。重味校を支校とする。
- 1890年（明治23年）10月 - 重味尋常小学校独立。豊間尋常小学校と改称
- 1928年（昭和3年）7月 - 現在地に移転。豊間尋常高等小学校と改称
- 1941年（昭和16年）4月 - 豊間国民学校と改称
- 1947年（明治22年）4月 - 迫間村立豊間小学校と改称
- 1956年（昭和31年）9月1日 - 菊池町立豊間小学校と改称
- 1958年（昭和33年）8月1日 - 菊池市立豊間小学校と改称
- 1993年（平成5年）- 菊池北小学校へ統合

菊池北小学校
- 1993年（平成5年）- 菊池市立隈府小学校より分離し、菊池市立豊間小学校を統合し開校。
- 2013年（平成25年）- 菊池市立水源小学校、迫水小学校および龍門小学校を統合。

## 歴代校長
- 1993年（平成5年） - 初代校長

## クラブ活動
- 運動部

- 文化部

## 学校周辺
- 菊池カントリークラブ
- 菊池女子高等学校
- 菊池温泉
- 菊池渓谷
- 竜門ダム
- 国道387号
- 国道325号
- メロンドーム
- 菊池一族
- 菊池公園